# Anna Altmann-Urbaniczky
Anna Altmann-Urbaniczky (rozená Urbaniczky, česky Urbanická, 17. listopadu 1851 Česká Lípa – 9. března 1941 Tuchomyšl) byla česko-německá dělnice, aktivistka, sociální demokratka, spolková činovnice, novinářka, sufražetka a feministka. Od roku 1876 je uváděna jako vůbec první členkou socialistického a dělnického hnutí v Rakousku-Uhersku.

## Životopis

### Mládí
Narodila se v České Lípě v severočeských Sudetech do nemajetné rodiny. Od dvanácti let musela kvůli živobytí pracovat v českolipských přádelnách lnu. regionu a nuzné podmínky horníků a dělníků v Běle vzbudili zájem o myšlenky socialismu a dělnického hnutí, tedy v Rakousku-Uhersku postihovanými ideologiemi, se kterými se seznámila roku 1866. Následně se stala aktivní v organizaci dělnických stávek v okolí České Lípy a Cvikova. Od roku 1876 začala veřejně vystupovat jako sociálně demokratická agitátorka, a to jako vůbec první žena v politických otázkách v rakousko-uherském veřejném prostoru. Provdala se roku 1877 jako Altmann a s rodinou se přestěhovali do Benešova nad Ploučnicí.

### Socialistické hnutí
Měla být jedinou ženskou delegátkou na sjednocovacím kongresu zakládajícím Sociálně demokratickou dělnickou stranu v letech 1888–1889 v Hainfeldu v Dolním Rakousku, ale její účast byla posléze zakázána. V následujícím roce přednesla hlavní přednášku o založení sdružení sociálních demokratů ve Vídni pro vzdělávání pracovníků a vedla kampaň za organizaci a angažování sociálně demokratických žen. V roce 1893 svolala veřejné shromáždění žen do Bensenu, na které byla s projevem pozvána význačná rakouská feministka a politička Adelheid Popp. Roku 1890 stála u založení prvního ženského dělnického vzdělávacího spolku ve Vídni.
Angažovala se rovněž v politickém emancipačním procesu a zasazovala se udělení volebního práva ženám, stejně jako o rovné postavení žen na pracovním trhu. Spolupracovala mj. s rakouskou feministkou a aktivistkou Annou Boschek (1874–1957). Publikovala též v řadě periodik a ženských listů.

### Úmrtí
Anna Altmann-Urbaniczk zemřela roku 9. března 1941 v Tuchomyšli nedaleko Ústí nad Labem ve věku 89 let.